# Wagenitz (Mühlenberge)
Wagenitz ist seit dem 31. Dezember 2002 ein Ortsteil der im Zuge der Gemeindegebietsreform des Landes Brandenburg entstandenen Gemeinde Mühlenberge im Landkreises Havelland. Die Gemeinde Mühlenberge gehört zum Amt Friesack mit Sitz in Friesack.
Für den Namen des Ortes gibt es verschiedene Deutungen aus dem Slawischen, die eine lautet „Brandstätte“ (vgl. niedersorbisch wogeń = „Feuer“, wognišćo = „Feuerstätte“). Eine andere Deutung lautet „Ort, wo Leute eines Mannes mit dem Namen Wogon leben“.

## Geografie
Wagenitz liegt nordöstlich der B 5 zwischen Friesack und Pessin.

## Ortsgeschichte
In Wagenitz stand einst der Wohnsitz derer von Bredow.
Im Jahre 1335 wurden die Bredows mit der Burg und dem Ländchen Friesack und somit mit dem dazugehörigen Wagenitz belehnt. Die Bredows blieben bis 1945 die Herren von Wagenitz.

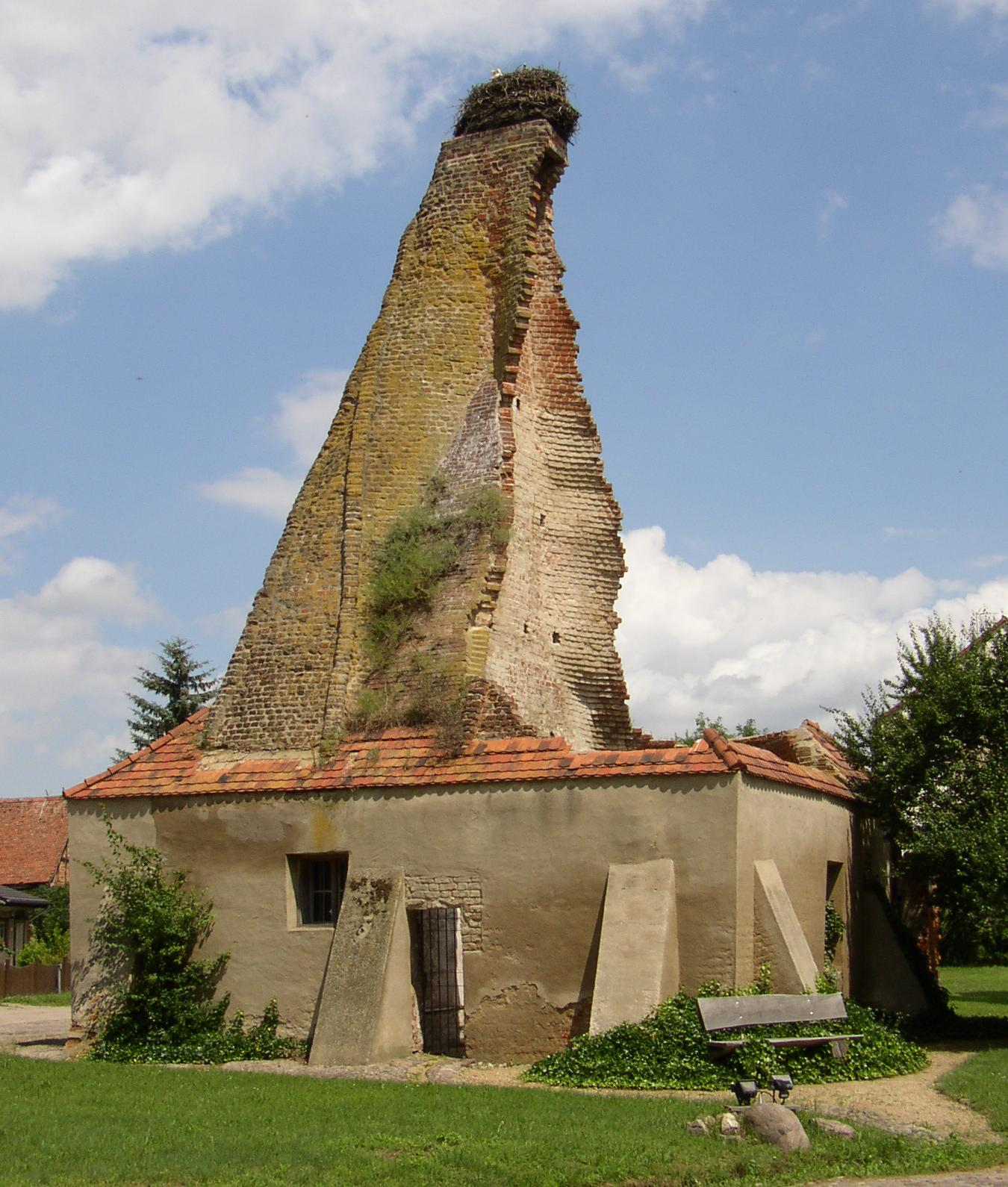
Schwedenturm in Wagenitz

Der 1571 im Auftrag von Hartwig von Bredow erbaute sogenannte „Schwedenturm“ ist ein turmartiger Küchenbau. Dieser Bau des Schwedenturms (Küchenhaus) als Meierei bildete den Grundstein für das Wagenitzer Schloss und war Bestandteil der 1587 fertiggestellten Schlossanlage mit dem massiven Herrenhaus. Dieses Herrenhaus hatte Georg von Bredow, nachdem er seinen Anteil an Friesack aufgegeben hatte, errichten lassen. Georg von Bredow lebte bis in die Zeit des Dreißigjährigen Krieges auf Schloss Wagenitz. Der Vorgängerbau des Schlosses und der Küchenbau wurden während des Dreißigjährigen Krieges von schwedischen Truppen benutzt. Das Dorf und seine Einwohner litten zu dieser Zeit unter den Plünderungen und Übergriffen der Schweden. Am 26. Februar 1636 kam der Gutsherr Georg von Bredow wie viele andere Einwohner um. Die Schweden töteten ihn, da er zuvor den Befehl zum Aufhängen von plündernden schwedischen Söldnern gegeben hatte. Die Schweden rächten sich an Georg von Bredows Familie und dem Dorf, sie töteten fast die gesamte Familie von Bredow. Einem der Jüngsten derer von Bredow blieb das tragische Schicksal seiner Familie erspart. Der elfjährige Sohn Hans (Johann) Christoph überlebte. Wahrscheinlicher besuchte er gerade die Hochschule zu Wittenberg.  Das Antlitz von Hans (Johann) Christoph von Bredow (* 5. November 1623 in Wagenitz; † 1. Juni 1691 in Spandau) kann man heute noch in der Wagenitzer Kirche rechts neben dem Altar erkennen, er ließ sich 1667 mit seiner Familie auf einem ca. 6 m² großen Gemälde darstellen. Weitere Wagenitzer Gutsbesitzer ließen sich namhaft porträtieren, so Ludwig von Bredow, der von Antoine Pesne im Jahr 1720 gezeichnet wurde.

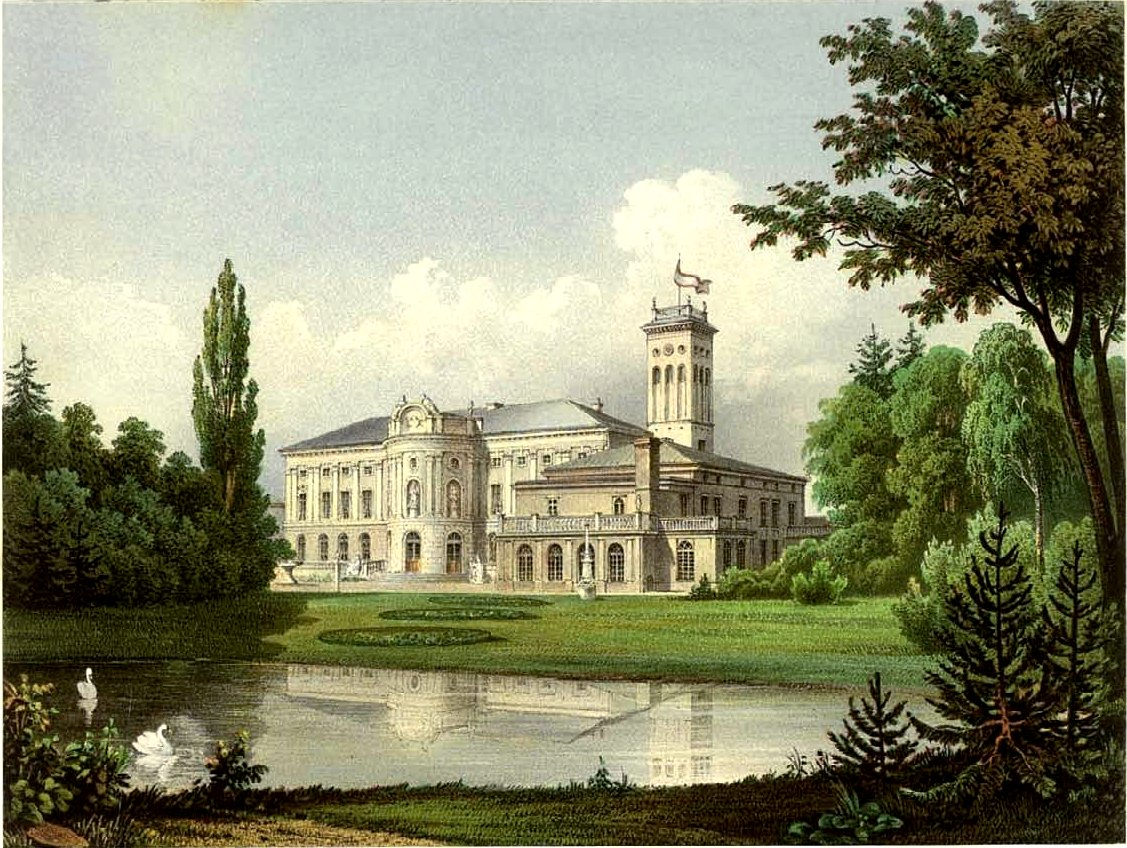
Schloss Wagenitz um 1861/62, Sammlung Alexander Duncker

Das im Stil einer römischen Villa errichtete Schloss war mit einem Theater und mehreren Kunstkabinetten ausgestattet. Der zweigeschossige Bau, mit elf Achsen und Turm, wurde 1731 und 1853 umgebaut. Das Schloss brannte bei Kriegsende 1945 bis auf die Grundmauern ab. Die Ursache des Feuers ist bis heute jedoch ungeklärt.
Die Vertreter der Familie von Bredow prägen über die Jahrhunderte das Ortsgeschehen, dienen dem Landesherrn als Gutsherr bzw. Offizier. So Georg Heinrich Eduard von Bredow (1810–1883) oder der Oberstleutnant Karl Freiherr von Bredow (1836–1886) auf Wagenitz, Vietznitz und Mankmuß, verheiratet mit Agnes von Arnim.
Vor der großen Wirtschaftskrise 1929/30 besaß das Rittergut Wagenitz nach dem letztmals amtlich publizierten Güter-Adressbuch Brandenburg eine Größe von 1850 ha. Der Bredow’sche Gutsbetrieb wurde von Administrator Peuckert geleitet. Im Ort Wagenitz gab es noch drei weitere Güter der Familien Jaenicke, Kabutz und Laehns, zwischen 74 und 38 ha gelegen.
1980 stürzte ein kleinerer Teil des Schwedenturms ein, bis dahin war er vollständig erhalten. Im Januar 1984 ging der Verfall des Gebäudes mit dem Einsturz der ganzen östlichen Hälfte weiter.
Der Schlosspark, in dessen Inneren sich ein Grabmal eines Herrn von Bredow befindet, ist heute verwildert.
Vom 2. April 1900 bis zum 1. Januar 1924 war Wagenitz ein Haltepunkt an der Kreisbahn Rathenow-Senzke-Nauen.

## Die Wagenitzer Kirche

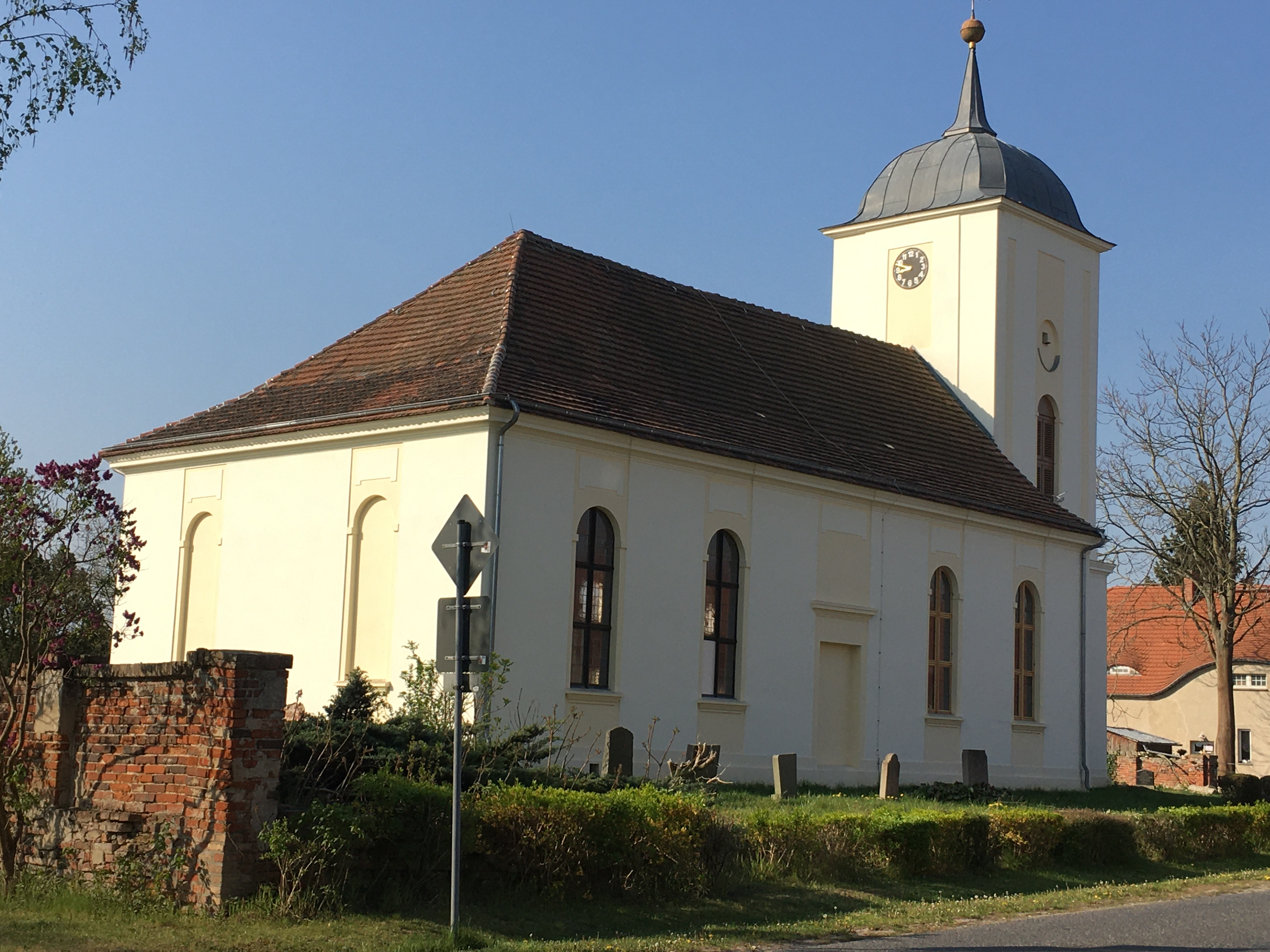
Evangelische Kirche Wagenitz

Die jetzige, 1753 erbaute Dorfkirche Wagenitz ist ein rechteckiger Putzbau einer Saalkirche mit quadratischem Westturm und Schweifhaube. Sie wurde für die 1664 erbaute Kirche errichtet. Die ursprüngliche Kirche von Wagenitz fiel 1635/36 wie große Teile des Dorfes dem Dreißigjährigen Krieg und seinen schwedischen Plünderungen zum Opfer.
Aus der Vorgängerkirche blieben neben der hölzernen Empore mit ihren toskanischen Säulen das Große Kruzifixus aus dem 15. Jahrhundert und die silberne Taufschale mit den Wappen derer von Bredow und von Görne. Der schlichte Kanzelaltar, das Gestühl, Fußbodenplatten und der Taufstein stammen aus dem 19. Jahrhundert, die Lütkemüller-Orgel aus 1885, die Turmuhr aus 1865. Eine mittelalterliche Bronzeglocke ist ebenfalls noch in Betrieb. Die unter dem Altarbereich liegende Gruft wird seit 1840 nicht mehr genutzt; sie ist über ein Kellerfenster sichtbar.
Ein wichtiges kulturhistorisches Zeitzeugnis ist das in den 1980er Jahren restaurierte große Votivgemälde von 1667, das Hans (Johann) Christoph von Bredow mit seiner Gattin Barbara von Görne, vier Söhnen und sechs Töchtern darstellt.

## Sehenswürdigkeiten
- Seit 1995 besteht im Schwedenturm ein Bauernmuseum, das nach Voranmeldung besichtigt werden kann.
- Die Kirche

## Persönlichkeiten
- Ernst Wilhelm Reichsgraf von Bredow (1709–1755), preußischer Kriegsminister, Mitherr auf Wagenitz
- Joachim von Bredow (1867–1941), Gutsbesitzer in Wagenitz, Mitglied des Preußischen Herrenhauses
- Wilfriedt Wedmann (1948–2021), kanadischer Leichtathlet